# زبان روسی
زبان روسی (به روسی: Русский язык) یک زبان طبیعی از خانواده‌ی زبانی هندواروپایی از شاخه اسلاوی شرقی است که روس‌ها در شرق اروپا بدان گفتگو می‌کنند. این زبان در روسیه، بلاروس، قزاقستان و قرقیزستان یک زبان رسمی است و در سراسر قفقاز، آسیای مرکزی و تا حدودی در کشورهای بالتیک مورد استفاده قرار می‌گیرد. روسی به خانواده زبان‌های هندواروپایی تعلق دارد و یکی از چهار عضو زنده زبان‌های اسلاوی شرقی است. درک متقابل بالایی میان روسی، بلاروسی و اوکراینی وجود دارد.
روسی زبان دفاکتوی رسمی اتحاد جماهیر شوروی تا زمان فروپاشی آن در ۲۶ دسامبر ۱۹۹۱ بود. روسی کماکان به عنوان زبان رسمی یا در زندگی عمومی در تمام کشورهای پساشوروی استفاده می‌شود. شمار بالایی از روسی‌زبانان را می‌توان در کشورهای دیگر مانند اسرائیل و مغولستان یافت.
روسی پرگویشورترین زبان مادری در اروپا و از نظر جغرافیایی گسترده‌ترین زبان در اوراسیا است. این زبان همچنین با داشتن بیش از ۲۵۸ میلیون گویشور کل در سراسر جهان گسترده‌ترین زبان اسلاوی است. روسی از نظر شمار گویشوران بومی هفتمین و از نظر شمار کل گویشوران هشتمین زبان جهان است. این زبان یکی از شش زبان رسمی سازمان ملل است. روسی (۸٪) پس از انگلیسی (۶۰٪) دومین زبان مورد استفاده در اینترنت به‌شمار می‌رود.
روسی با خط سیریلیک نوشته می‌شود. الفبای روسی در سده دهم میلادی پدید آمد و متشکل از ۳۳ حرف است که در چندین دوره اصلاحاتی بر آن اعمال شده‌است.

## پیشینه

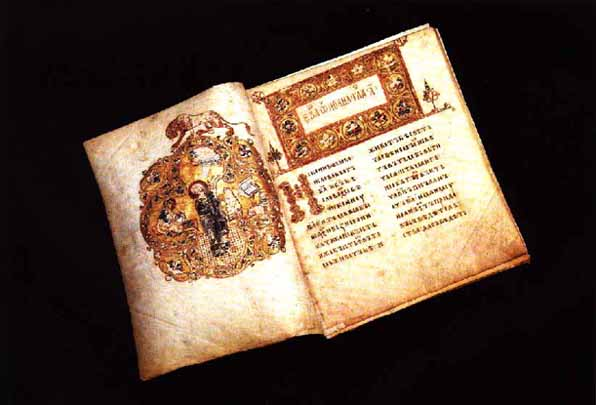
انجیل آسترامیر ۱۰۵۶ که دومین کتاب قدیمی اسلاوی شرقی است

زبان روسی از شاخه اسلاوی زبان‌های هندواروپایی است. زبان‌های اسلاوی بیشتر از دیگر زبان‌های هندواروپایی، به زبان‌های بالتیک نزدیک هستند.
زبان نیااسلاوی در تاریخ طولانی خود، به‌ویژه در سده‌های ۴ تا ۶ میلادی دچار دگرگونی زیادی شد. از سدهٔ ششم بود که زبان‌های جداگانه اسلاوی آغاز به پدیدار شدن کردند.
تاریخ زبان روسی به سه دوره تقسیم می‌شود:
- دوره کی‌یف و تجزیه فئودالی
- دوره مسکو (قرن پانزدهم تا هفدهم)
- زبان معیار ملی

بر اساس مستندات تاریخی، تقریباً در سال ۱۰۰۰ میلادی، گروه قومی غالب در بسیاری از کشورهای روسیه، اوکراین و بلاروس از شاخه شرقی اسلاوها بودند که به گروهی از گویش‌های نزدیک به هم گفتگو می‌کردند. با اتحاد سیاسی این منطقه در حدود سال ۸۸۰ به عنوان روس کیف، اسلاوی شرقی باستان به عنوان زبان ادبی و تجاری آن پذیرفته شد. این وضعیت با پذیرش مسیحیت در سال ۹۸۸ و معرفی اسلاوی کلیسایی باستان از شاخه جنوبی اسلاوی به عنوان زبان مذهبی و رسمی کشور دنبال شد. در این زمان گرته‌برداری‌ها و وام‌واژگان بسیاری از یونانی بیزانسی وارد اسلاوی شرقی و گویش‌های گفتاری آن شد که به نوبه خود اسلاوی کلیسایی باستان را نیز تحت تأثیر قرار داد.
تمایز گویشی پس از فروپاشی روس کیف در حدود ۱۱۰۰ شتاب گرفت. در سرزمین‌های بلاروس و اوکراین امروزی زبان روتنی و در روسیه امروزی روسی میانه پدیدار شدند. این گویش‌ها از قرن سیزدهم، به دنبال تقسیم سرزمین‌های اسلاوی شرقی میان دوک‌نشین بزرگ لیتوانی و لهستان در غرب و جمهوری‌های فئودالی مستقل نووگورود و پسکوف و تعداد زیادی دوک‌نشین کوچک در شرق متمایز شدند.
زبان رسمی در مسکو و نووگورود و سپس در دوک‌نشین بزرگ مسکو، اسلاوی کلیسایی بود که از اسلاوی کلیسایی باستان تکامل یافته بود و برای سده‌ها تا زمان پتر یکم زبان ادبی باقی ماند. روسی تا اواخر قرن هفدهم تحت تأثیر شدید اسلاوی کلیسایی توسعه یافت. پس از آن نفوذ وارنه شد و روسی اسلاوی کلیسایی را تحت تأثیر قرار می‌داد.
اصلاحات سیاسی پتر بزرگ با اصلاح الفبا و به هدف سکولارسازی و غربی‌شدگی همراه بود. در آن دوران واژگان تخصصی بسیاری از زبان‌های اروپای غربی پذیرفته شد. تا سال ۱۸۰۰، بخش قابل توجهی از اعیان روسیه به فرانسوی و گاهی آلمانی به‌طور روزمره صحبت می‌کردند. متون بسیاری از رمان‌های روسی قرن نوزدهم، همچون جنگ و صلح لئو تولستوی، کاملاً به فرانسوی و بدون هیچ ترجمه‌ای بودند، با این فرض که خوانندگان تحصیل‌کرده نیازی به آن ندارند.
تحولات سیاسی اوایل قرن بیستم و تغییرات عمده ایدئولوژی سیاسی، در اصلاحات املایی روسی در سال ۱۹۱۸ خود را نشان داد. شرایط سیاسی و دستاوردهای اتحاد جماهیر شوروی در امور نظامی، علمی و فناوری (به ویژه فضانوردی)، به ویژه در اواسط قرن بیستم، به روسی در سراسر جهان اعتبار ویژه‌ای بخشید.
در دوره اتحاد جماهیر شوروی، سیاست دولت در برابر زبان‌های اقوام مختلف نوسان داشت. اگرچه هر یک از جمهوری‌های تشکیل دهنده زبان رسمی خود را داشتند، روسی در کشور نقش وحدت‌بخش و مقام برتر را داشت، هرچند در سال ۱۹۹۰ به عنوان زبان رسمی اعلام شد. پس از فروپاشی اتحاد جماهیر شوروی شوروی در سال ۱۹۹۱، چندین کشور تازه استقلال‌یافته آغاز به ترویج زبان‌های بومی خود کردند، که این امر تا حدودی وضعیت ممتاز زبان روسی را در آن‌ها تغییر داده‌است، هرچند نقش آن به عنوان زبان گفتمان ملی پس از شوروی در سراسر منطقه ادامه داشته‌است.
زبان روسی در جهان پس از سال ۱۹۹۱ به دلیل فروپاشی اتحاد جماهیر شوروی، کاهش تعداد روس‌ها در جهان و کاهش جمعیت در روسیه زوال یافت. براساس پژوهشی در سال ۲۰۰۶ از طرف معاونت پژوهشی مرکز تحقیقات جامعه‌شناسی وزارت آموزش روسیه، روسی در حال از دست دادن جایگاه خود در جهان، و به ویژه در روسیه، است. پژوهشی تازه در سال ۲۰۱۲ روند تضعیف زبان روسی پس از فروپاشی اتحاد جماهیر شوروی در مناطق مختلف جهان را دوباره تأیید کرد.

### تأثیر انگلیسی
زبان روسی امروزه شاهد هجوم وام‌واژگان انگلیسی شده‌است و امروزه دانشگاه‌های بسیاری در روسیه ساخته شده‌اند که به دانشجویان این فرصت را می‌دهد تا به زبان انگلیسی تحصیل داشته باشند. انگلیسی در حقیقت در فهرست زبان‌های رایج در روسیه پس از روسی در جایگاه دوم قرار دارد. از این رو تحصیل به زبان انگلیسی در روسیه و تحصیل دوره‌های زبان انگلیسی در این کشور بسیار رایج است. بیش از ۵۰۰ دانشگاه در این کشور وجود دارد. زبان انگلیسی رایج‌ترین زبان تحصیل در این کشور پس از روسی است.اگرچه زبان روسی زبان رسمی این کشور است، بسیاری از برنامه‌های تحصیلی در مقاطع لیسانس، فوق لیسانس و دکترا به زبان انگلیسی ارائه می‌شود. این درحالی است که در دوران جنگ سرد تمایل بیشتر به یادگیری زبان روسی بود تا زبان انگلیسی. زبان روسی پس از حمله روسیه به اوکراین توسط ولودیمیر زلنسکی، رئیس‌جمهور اوکراین در رسانه‌ها و تحصیل ممنوع اعلام شد. پس از آن سرگئی لاوروف، وزیر امور خارجه روسیه اعلام داشت که مردم اوکراین برای کینه‌ورزی و روس‌هراسی، زبان روسی را رها کردند، اما روس‌ها نباید مانند آنان چنین رفتاری با زبان انگلیسی داشته باشند زیرا زبان هیچ ارتباطی با این وقایع ندارد.

## جغرافیای زبانی

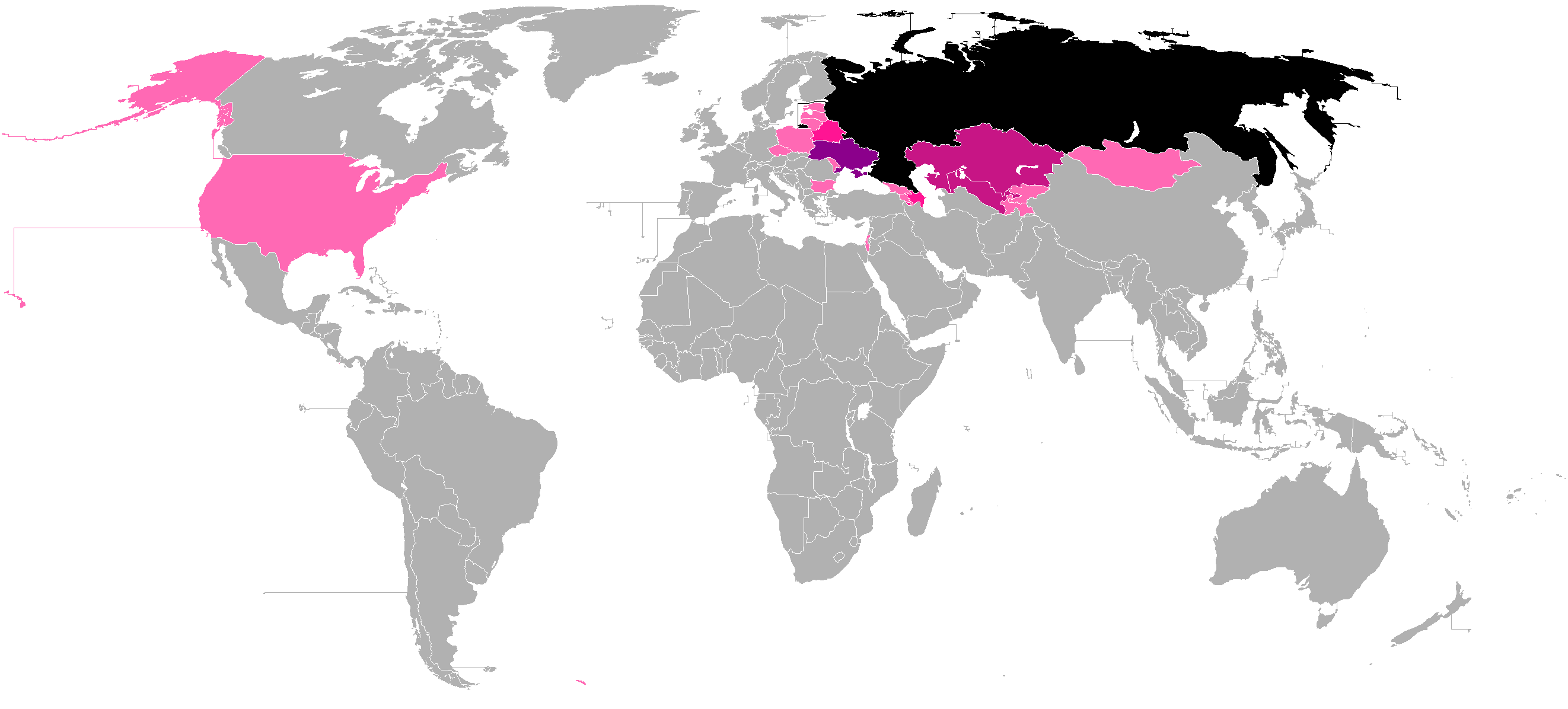
گویشورن زبان روسی در جهان
بیش از ۱۰۰ میلیون
بیش از ۵۰ میلیون
بیش از ۲۰ میلیون
بیش از ۱۰ میلیون
بیش از ۵ میلیون
بیش از ۱ میلیون

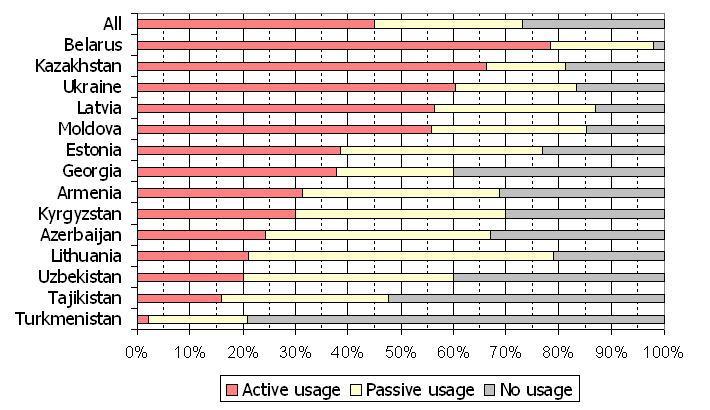
میزان دانستن روسی در کشورهای اتحاد جماهیر شوروی پیشین (به جز روسیه) در سال ۲۰۰۴

در سال ۲۰۱۰، ۲۵۹٫۸ میلیون گویشور روسی در جهان وجود داشت: در روسیه - ۱۳۷٫۵ میلیون، در کشورهای مستقل همسود و بالتیک - ۹۳٫۷ میلیون، در اروپای شرقی - ۱۲٫۹ میلیون، در اروپای غربی - ۷٫۳ میلیون، در آسیا - ۲٫۷ میلیون، در خاورمیانه و شمال آفریقا - ۱٫۳ میلیون، در صحرای آفریقا - ۰٫۱ میلیون، در آمریکای لاتین - ۰٫۲ میلیون و ایالات متحده، کانادا، استرالیا و نیوزیلند - ۴٫۱ میلیون؛ بنابراین، زبان روسی پس از انگلیسی، ماندارین، هندی-اردو، اسپانیایی، فرانسوی، عربی و پرتغالی هفتمین زبان بزرگ در جهان است.
روسی یکی از شش زبان رسمی سازمان ملل متحد است. آموزش به زبان روسی هنوز هم به عنوان زبان دوم و هم به عنوان زبان بومی در روسیه و همچنین بسیاری از جمهوری‌های شوروی پیشین یک انتخاب محبوب است. روسی در بسیاری از جمهوری‌های شوروی پیشین هنوز زبان مهمی برای آموزش کودکان است.

### اروپا
در بلاروس، روسی طبق قانون اساسی بلاروس زبان دوم دولتی در کنار بلاروسی است. ۷۷٪ از مردم این کشور در سال ۲۰۰۶ به زبان روسی تسلط داشتند و ۶۷٪ از آن‌ها از آن به عنوان زبان اصلی در میان خانواده، دوستان یا محل کار استفاده می‌کردند.
در استونی بر اساس برآورد ۲۰۱۱ از کتاب واقعیت‌های جهان، ۲۹٫۶٪ از جمعیت به روسی صحبت می‌کنند. و روسی رسماً یک زبان خارجی محسوب می‌شود. آموزش مدارس به زبان روسی مسئله بسیار بحث‌برانگیزی در سیاست استونی است اما در سال ۲۰۱۹ قول‌هایی داده شده‌است که این مدارس در آینده نزدیک باز بمانند.
در لتونی، روسی رسماً یک زبان خارجی محسوب می‌شود. ۵۵٪ مردم در سال ۲۰۰۶ به زبان روسی تسلط داشتند و ۲۶٪ از آن‌ها از آن به عنوان زبان اصلی در میان خانواده، دوستان یا محل کار استفاده می‌کردند. در ۱۸ فوریه ۲۰۱۲، لتونی یک همه‌پرسی قانون اساسی را در مورد پذیرفتن روسی به عنوان زبان رسمی دوم برگزار کرد. طبق گزارش کمیسیون مرکزی انتخابات، ۲۴٫۹٪ موافق و ۷۴٫۸٪ مخالف این کار بودند و مشارکت در انتخابات ۷۱٫۱٪ بود. از سال ۲۰۱۹، تدریس به زبان روسی به تدریج در کالج‌ها و دانشگاه‌های خصوصی در لتونی و همچنین آموزش عمومی در دبیرستان‌های دولتی لتونی به تدریج متوقف می‌شود.
در لیتوانی، روسی هیچ مقام رسمی یا قانونی ندارد، اما استفاده از این زبان در مناطق خاصی وجود دارد. بخش عمده‌ای از مردم، به ویژه نسل‌های قدیمی، می‌توانند به زبان روسی به عنوان یک زبان خارجی صحبت کنند. با این حال، انگلیسی در لیتوانی جایگزین روسی به عنوان زبان میانجی شده‌است و حدود ۸۰٪ از جوانان به انگلیسی به عنوان زبان خارجی نخست صحبت می‌کنند. لیتوانی برخلاف دو کشور دیگر بالتیک، اقلیت روسی‌زبان نسبتاً کمی دارد (۵٫۰٪ در سال ۲۰۰۸).
در مولداوی، طبق قانون دوران اتحاد جماهیر شوروی، زبان روسی زبان ارتباط میان‌قومی است. ۵۰٪ از مردم این کشور در سال ۲۰۰۶ به زبان روسی تسلط داشتند و ۱۹٪ از آن‌ها از آن به عنوان زبان اصلی در میان خانواده، دوستان یا محل کار استفاده می‌کردند.
طبق سرشماری سال ۲۰۱۰ در روسیه، ۱۳۸ میلیون نفر (۹۹٫۴٪ از پاسخ‌دهندگان) در روسی مهارت داشتند، در حالی که طبق سرشماری سال ۲۰۰۲ این تعداد ۱۴۲٫۶ میلیون نفر (۹۹٫۲٪ از پاسخ‌دهندگان). بود
در اوکراین، طبق قانون اساسی سال ۱۹۹۶، روسی زبان ارتباط میان‌قومی و یک زبان اقلیت است. طبق برآوردهای هفته‌نامه Demoskop در سال ۲۰۰۴، ۱۴٬۴۰۰٬۰۰۰ نفر گویشور بومی روسی و در کل ۲۹ میلیون گویشور فعال این زبان در کشور وجود داشت. ۶۵٪ از مردم اوکراین در سال ۲۰۰۶ به زبان روسی تسلط داشتند و ۳۸٪ از آن‌ها از آن به عنوان زبان اصلی در میان خانواده، دوستان یا محل کار استفاده می‌کردند. در ۵ سپتامبر ۲۰۱۷، پارلمان اوکراین قانون جدید آموزشی را تصویب کرد که آموزش ابتدایی را برای دانش آموزان به هر زبانی غیر از اوکراینی ممنوع می‌کرد. این قانون با انتقاد مقامات روسیه روبرو شد.
در قرن بیستم، زبان روسی یک زبان اجباری در مدارس اعضای پیمان ورشو و سایر کشورهای کمونیستی متحد اتحاد جماهیر شوروی بود. طبق نظرسنجی یوروبارومتر ۲۰۰۵، تسلط به زبان روسی در برخی از کشورها، به ویژه در مناطقی که مردم به زبان‌های اسلاوی صحبت می‌کنند (یعنی لهستان، جمهوری چک، اسلواکی و بلغارستان) نسبتاً بالاست (۲۰–۴۰٪) و مردم از این رو در یادگیری زبان روسی تبحر دارند.
گروه‌های بزرگ روسی‌زبانی نیز در غرب اروپا وجود دارند. این افراد در ابتدای قرن بیستم میلادی طی چندین موج مهاجرت به این مناطق وارد شدند. انگلستان، آلمان، فنلاند، اسپانیا، پرتغال، فرانسه، ایتالیا، بلژیک، یونان، نروژ و اتریش دارای جوامع روسی‌زبان قابل توجهی هستند.

### آسیا
در ارمنستان، روسی هیچ وضعیت رسمی ندارد، اما طبق کنوانسیون چارچوب حمایت از اقلیت‌های ملی به عنوان زبان اقلیت شناخته شده‌است. ۳۰٪ از مردم در سال ۲۰۰۶ به زبان روسی تسلط داشتند و ۲٪ از آن‌ها از آن به عنوان زبان اصلی در میان خانواده، دوستان یا محل کار استفاده می‌کردند.
در جمهوری آذربایجان، روسی هیچ وضعیت رسمی ندارد، اما زبان میانجی است. ۲۶٪ از جمعیت در سال ۲۰۰۶ به زبان روسی تسلط داشتند و ۵٪ از آن‌ها از آن به عنوان زبان اصلی در میان خانواده، دوستان یا محل کار استفاده می‌کردند.
در چین، زبان روسی وضعیت رسمی ندارد، اما توسط جوامع کوچک روسی‌زبان در شمال شرقی استان هیلونگ‌جیانگ صحبت می‌شود.
در گرجستان، روسی وضعیت رسمی ندارد، اما طبق کنوانسیون چارچوب حمایت از اقلیت‌های ملی به عنوان زبان اقلیت شناخته شده‌است. طبق کتاب حقایق جهان روسی زبان ۹٪ از مردم است. اتنولوگ از زبان روسی به عنوان زبان کاری واقعی این کشور یاد می‌کند.
در قزاقستان، روسی زبانی رسمی است ولی زبان نخست کشور به‌شمار نمی‌رود. با این حال طبق ماده ۷ قانون اساسی قزاقستان این زبان از وضعیت برابری با زبان قزاقی در دولت ملی و محلی برخوردار است. سرشماری سال ۲۰۰۹ در این کشور گزارش داد که ۱۰٬۳۰۹٬۵۰۰ نفر، یا ۸۴٫۸٪ از جمعیت ۱۵ سال به بالا، می‌توانند به زبان روسی بخوانند و بنویسند و همچنین زبان گفتاری آن را درک کنند.
در قرقیزستان، روسی به موجب ماده ۵ قانون اساسی یک زبان رسمی است. در سرشماری سال ۲۰۰۹ آمده‌است که ۴۸۲٫۲۰۰ نفر یا ۸٫۹۹٪ از جمعیت کشور به زبان روسی به عنوان زبان مادری صحبت می‌کنند. علاوه بر این، ۱٬۸۵۴٬۷۰۰ نفر از ساکنان قرقیزستان ۱۵ سال به بالا یا ۴۹٫۶٪ از جمعیت در این گروه سنی به روسی به عنوان زبان دوم صحبت می‌کردند.
در تاجیکستان، روسی طبق قانون اساسی زبان ارتباط میان‌قومی است و استفاده از آن در اسناد رسمی مجاز است. ۲۸٪ از جمعیت در سال ۲۰۰۶ به زبان روسی مسلط بودند و ۷٪ از آن‌ها از آن به عنوان زبان اصلی در میان خانواده، دوستان یا محل کار خود استفاده می‌کردند. کتاب حقایق جهان اشاره می‌کند که زبان روسی در این کشور به‌طور گسترده‌ای در دولت و تجارت استفاده می‌شود.
در ترکمنستان، روسی وضعیت خود را به عنوان زبان رسمی میانجی در سال ۱۹۹۶ از دست داد. طبق تخمین بدون تاریخی از کتاب حقایق جهان، ۱۲٪ از مردم این کشور به زبان روسی صحبت می‌کنند. با این وجود، مطبوعات و وب سایت‌های دولت ترکمنستان به‌طور منظم مطالبی را به زبان روسی منتشر می‌کنند و روزنامه نیترالنی ترکمنستان و شبکه ۴ ترکمنستان تی‌وی به زبان روسی وجود دارند. در این کشور مدارسی مانند دبیرستان مشترک ترکمنستان و روسیه نیز وجود دارد.
در ازبکستان، روسی زبان ارتباط میان‌قومی است. این زبان در مواردی نقش زبان رسمی را دارد، استفاده از آن در اسناد رسمی مجاز است و زبان میانجی کشور و نخبگان به‌شمار می‌رود. طبق تخمین بدون تاریخی از کتاب حقایق جهان، ۱۴٫۲٪ از مردم این کشور به روسی صحبت می‌کنند.
در سال ۲۰۰۵، روسی بیشترین زبان خارجی آموزش داده‌شده در مغولستان بود و در سال ۲۰۰۶ آموزش آن در مدارس از سال هفتم به بعد به عنوان زبان خارجی دوم اجباری شد.
در اسرائیل نیز به روسی صحبت می‌شود. تعداد اسرائیلی‌های روسی‌زبان بومی حدود ۱٫۵ میلیون نفر یا ۱۵٪ از جمعیت کشور است. مطبوعات و وب سایت‌های اسرائیلی مرتباً مطالب خود را به زبان روسی منتشر می‌کنند و روزنامه‌ها، ایستگاه‌های تلویزیونی، مدارس و رسانه‌های اجتماعی روسی‌زبان بسیاری در این کشور وجود دارد. یک کانال تلویزیونی اسرائیلی به نام اسرائیل پلاس عمدتاً برنامه‌های خود را به زبان روسی پخش می‌کند.
در ویتنام، زبان روسی به همراه چینی و ژاپنی به برنامه درسی مدارس ابتدایی اضافه شده‌است و به عنوان «نخستین زبان‌های خارجی» برای یادگیری دانشجویان ویتنامی، در سطحی برابر با انگلیسی نامگذاری شده‌است.

### آمریکای شمالی

پراکندگی گویشوران روسی در ایالات آمریکا بر اساس سرشماری سال ۲۰۰۰

روسی برای نخستین بار هنگامی که کاوشگران روس به آلاسکا سفر کردند و در طول قرن هجدهم ادعای این منطقه را برای روسیه داشتند، در آمریکای شمالی مطرح شد. اگرچه بیشتر استعمارگران روسی پس از خریداری آلاسکا در سال ۱۸۶۷ توسط ایالات متحده این منطقه را ترک کردند، تعداد انگشت شماری از آن‌ها باقی ماندند و زبان روسی را تا به امروز در این منطقه حفظ کردند، اگرچه امروزه تنها شمار اندکی گویشور قدیمی از این گویش منحصر به فرد باقی مانده‌است. در نیکولائفسک آلاسکا روسی بیشتر از انگلیسی صحبت می‌شود. جوامع قابل توجه روسی‌زبان نیز در آمریکای شمالی، به ویژه در مراکز بزرگ شهری ایالات متحده و کانادا، مانند شهرهای نیویورک، فیلادلفیا، بوستون، لس آنجلس، نشویل، سان فرانسیسکو، سیاتل، اسپوکن، تورنتو، بالتیمور، میامی، شیکاگو، دنور و کلیولند حضور دارند. آن‌ها در تعدادی از این مناطق دارای روزنامه‌هایی به زبان روسی هستند. با این حال تنها حدود ۲۵٪ از آن‌ها از نظر نژادی روس هستند. پیش از فروپاشی اتحاد جماهیر شوروی، اکثریت قریب به اتفاق روس‌زبان‌ها در ساحل برایتون، بروکلین در شهر نیویورک یهودیان روسی‌زبان بودند. پس از آن، با مهاجرت روس‌ها و اوکراینی‌ها به همراه برخی دیگر از یهودیان روسی و آسیای میانه از کشورهای اتحاد جماهیر شوروی پیشین تا حدودی آمارها تغییر پیدا کردند. طبق سرشماری سال ۲۰۰۷ ایالات متحده روسی زبان اصلی بیش از ۸۵۰٬۰۰۰ نفر از ساکنان این کشور در خانه بود.
در نیمه دوم سده ۲۰، روسی محبوب‌ترین زبان خارجی کوبا بود. علاوه بر تدریس روسی در دانشگاه‌ها و مدارس در این کشور، برنامه‌های آموزشی در رادیو و تلویزیون نیز به این زبان وجود داشت. در ژانویه ۲۰۱۹، تلویزیون کوبا یک برنامه آموزشی را به زبان روسی افتتاح کرد. این پروژه کاملاً پیش‌بینی‌شده بود، چرا که روسیه و کوبا دارای همکاری‌های استراتژیک بسیاری هستند. دانشگاه دولتی هاوانا یک دوره کارشناسی را به نام زبان روسی و زبان خارجی دوم آغاز کرده‌است. در این دانشگاه همچنین بخش زبان روسی وجود دارد که دانشجویان می‌توانند کتاب‌های الکترونیکی روسی را بدون اتصال به اینترنت بررسی کنند. دوره‌های زبان روسی در دو مدرسه در هاوانا، پایتخت کوبا، در جریان است. تخمین زده می‌شود ۲۰۰٬۰۰۰ نفر در کوبا به زبان روسی صحبت می‌کنند، به این دلیل که بیش از ۲۳٬۰۰۰ از کوبایی‌ها تحصیلات دانشگاهی خود را در اتحاد جماهیر شوروی پیشین و سپس در روسیه گذرانده‌اند و گروهی دیگر از آن‌ها نیز در آموزشگاه‌های نظامی و فنی روسیه تحصیل کرده‌اند و با دانش به زبان روسی به کشور بازگشته‌اند. همچنین تقریباً ۲٬۰۰۰ روسی و نوادگان آن‌ها ساکن کوبا هستند.

## به عنوان یک زبان بین‌المللی
روسی یکی از زبان‌های رسمی سازمان‌های زیر است:
- سازمان ملل متحد
- آژانس بین‌المللی انرژی اتمی
- سازمان جهانی بهداشت
- سازمان بین‌المللی هوانوردی غیرنظامی
- یونسکو
- سازمان جهانی مالکیت فکری
- اتحادیه بین‌المللی مخابرات
- سازمان جهانی هواشناسی
- فائو
- صندوق بین‌المللی توسعه کشاورزی
- دیوان کیفری بین‌المللی
- صندوق بین‌المللی پول
- کمیته بین‌المللی المپیک
- اتحادیه جهانی پست
- بانک جهانی
- کشورهای مستقل همسود
- سازمان امنیت و همکاری اروپا
- سازمان همکاری شانگهای
- مجمع اقتصادی اوراسیا
- سازمان پیمان امنیت جمعی
- دبیرخانه پیمان جنوبگان
- سازمان بین‌المللی استانداردسازی
- سازمان توسعه اقتصادی و دموکراسی گوآم
- المپیاد جهانی ریاضی
- پیمان ورشو (منحل شده)
- کمکان (منحل شده)

زبان روسی همچنین یکی از دو زبان رسمی ایستگاه فضایی بین‌المللی است؛ فضانوردان ناسا که در کنار فضانوردان روسی خدمت می‌کنند، معمولاً دوره‌های زبان روسی را می‌گذرانند. این کار به مأموریت آپولو-سایوز بر می‌گردد که نخستین بار در سال ۱۹۷۵ انجام شد.

درصد زبان‌های مورد استفاده بر روی اینترنت - روسی ۶٪

در مارس ۲۰۱۳ اعلام شد که روسی (۸٪) پس از انگلیسی (۶۰٪) دومین زبان مورد استفاده بر روی اینترنت است. مردم از زبان روسی در ۵٫۹٪ از کل وب سایت‌ها استفاده می‌کنند که کمی جلوتر از زبان ترکی استانبولی (۳٪) و بسیار عقب‌تر از انگلیسی (۶۰٪) بود. روسی نه تنها در ۸۹٫۸٪ از سایت‌های .ru، بلکه در ۸۸٫۷٪ از سایت‌های با دامنه .su اتحاد جماهیر شوروی پیشین نیز استفاده می‌شود. وب سایت‌های کشورهای اتحاد جماهیر شوروی سابق نیز از سطح بالای روسی استفاده می‌کنند: ۷۹٫۰ درصد در اوکراین، ۸۶٫۹ درصد در بلاروس، ۸۴٫۰ درصد در قزاقستان، ۷۹٫۶ درصد در ازبکستان، ۷۵٫۹ درصد در قرقیزستان و ۸۱٫۸ درصد در تاجیکستان. با این حال، زبان روسی ششمین زبان مورد استفاده در ۱۰۰۰ سایت پربازدید پس از انگلیسی، چینی، فرانسوی، آلمانی و ژاپنی است.

## واج‌شناسی
سامانه واجی روسی از نیااسلاوی ریشه گرفته‌است که پیش از استقرار در حدود سال ۱۴۰۰، در اوایل دوره تاریخی مورد تغییرات اساسی قرار گرفت. ساختار هجایی روسی کمی پیچیده‌است.

### همخوان‌ها
بروسی برای کامی‌شدگی بیشتر همخوان‌هایش مشهور است.
|         | لبی      | لبی   | لثوی /دندانی | لثوی /دندانی | پسالئوی  | پسالئوی | کامی | نرم‌کامی  | نرم‌کامی |
| صاف     | کامی‌شدگی | صاف   | کامی‌شدگی     | صاف          | کامی‌شدگی | صاف     | کامی | کامی‌شدگی |         |
| ------- | -------- | ----- | ------------ | ------------ | -------- | ------- | ---- | -------- | ------- |
| خیشومی  | m        | mʲ    | n            | nʲ           |          |         |      |          |         |
| انسدادی | p b      | pʲ bʲ | t d          | tʲ dʲ        |          |         |      | k ɡ      | kʲ ɡʲ   |
| انسایشی |          |       | ts           |              |          | tɕ      |      |          |         |
| سایشی   | f v      | fʲ vʲ | s z          | sʲ zʲ        | ʂ ʐ      | ɕ: ʑ:   |      | x ɣ      | xʲ ɣʲ   |
| ناسوده  |          |       | ɫ            | lʲ           |          |         | j    |          |         |
| لرزشی   |          |       | r            | rʲ           |          |         |      |          |         |

### واکه‌ها
روسی دارای پنج یا شش واکه (در بخش‌های استرس‌دار) است: /i, u, e, o, a/. در برخی بررسی‌ها /ɨ/ نیز در آن یافت می‌شود.
|       | پیشین                                  | مرکزی                                  | پسین                                   |
| ----- | -------------------------------------- | -------------------------------------- | -------------------------------------- |
| بسته  | i                                      | (ɨ)                                    | u                                      |
| میانه | Error: {{آوا}}: برچسب زبان ناشناخته: e̞ |                                        | Error: {{آوا}}: برچسب زبان ناشناخته: o̞ |
| باز   |                                        | Error: {{آوا}}: برچسب زبان ناشناخته: ä |                                        |

## ادبیات

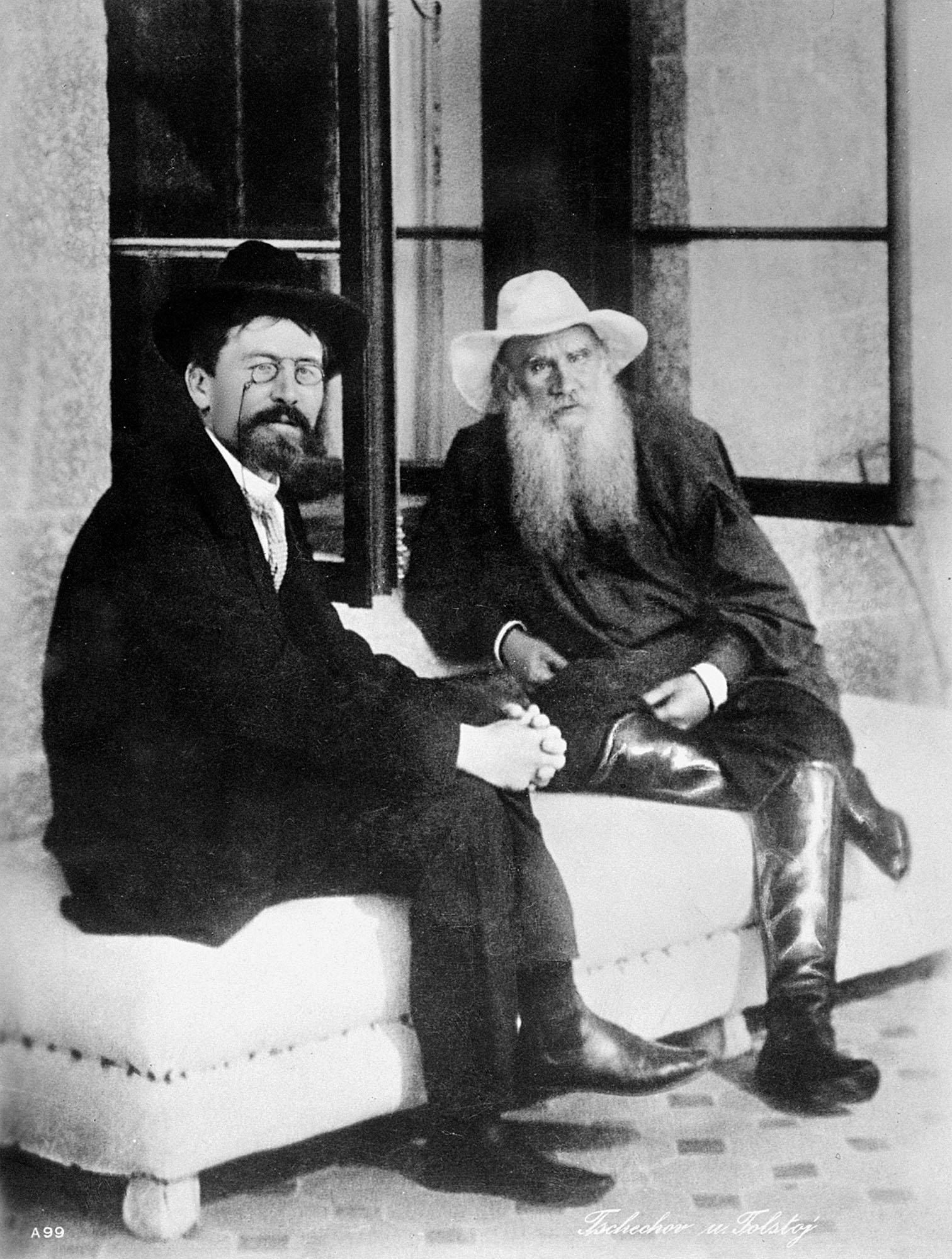
تولستوی و چخوف، سال ۱۹۰۱

ریشه‌های ادبیات روسی را می‌توان در قرون وسطی جست؛ یعنی زمانی که نخستین اشعار حماسی و سرگذشت‌ها به زبان روسی باستان تصنیف شدند. در عصر روشنگری ادبیات روسی اهمیت زیادی پیدا کرد و از اوایل دههٔ ۱۸۳۰ وارد دوران طلایی خود در شعر، نثر و نمایشنامه شد. ادبیات روسی پس از انقلاب ۱۹۱۷ به دو بخش شوروی و مهاجران سفید تقسیم شد. اتحاد جماهیر شوروی مبلغ سوادآموزی جهانی بود و به همین جهت صنعت چاپ کتاب را به شدت توسعه بخشید اما در عین حال به سانسور ایدئولوژیک دست می‌زد.
ادبیات نوین روسی از زمان الکساندر پوشکین (Алекса́ндр Пу́шкин) در نیمه نخست سده ۱۹ آغاز شد. پوشکین با رد کردن واژگان و دستورهای باستانی و جایگزینی آن‌ها با برابرهای روسی گفتاری در ادبیات روسی انقلابی ایجاد کرد. امروزه نیز خوانندگان آثار پوشکین در سنین پایین ممکن است در درک برخی از واژگان با مشکلات کمی روبرو شوند، زیرا واژگان دوره پوشکین گاه تاریخی شده یا تغییر معنی داده‌اند. بیشتر اصطلاحاتی که نویسندگان روسی همچون پوشکین، لرمانتف (Михаи́л Ле́рмонтов)، نیکلای گوگول (Никола́й Го́голь) و الکساندر گریبایدوف (Алекса́ндр Грибое́дов) در آثارشان استفاده کرده‌اند، در روسی گفتاری نوین به ضرب‌المثل تبدیل شده‌اند.
ادبیات روسی بسیار غنی است و دیگر نویسندگان بزرگ آن کسانی همچون لئو تولستوی، فیودور داستایفسکی، آنتون چخوف، میخائیل لرمونتوف، میخائیل بولگاکف، ماکسیم گورکی و ولادیمیر ناباکوف هستند. ادبای روسی تقریباً در تمام ژانرهای ادبی شناخته‌شده فعال بوده‌اند. روسیه دارای پنج ادیب برنده جایزه نوبل است. روسیه تا سال ۲۰۱۱ چهارمین تولیدکنندهٔ کتاب در جهان بر حسب عناوین منتشره بود.

## دستور زبان
زبان روسی یکی از غنی‌ترین و پیچیده‌ترین زبان‌های دنیا به حساب می‌آید. دستور زبان روسی بسیار پیچیده‌است. زبان روسی یکی از سخت‌ترین زبان‌ها است که ساختار گرامری پیچیده دارد. حتی توانایی خواندن و نوشتن برای برخی از مردم روس غیرقابل دسترس است. حتی امروزه برخی از روسی زبانان، برخی لغات را اشتباه استفاده می‌کنند.
زبان روسی از نظر ساختار گرامری دارای تشابهاتی با زبان‌های اروپای شرقی و زبان آلمانی است. برخی از مهم‌ترین خصوصیات این گرامری این زبان عبارت‌اند از:

### جنسیت اسم
جنسیت اسامی نقش مهمی در زبان روسی ایفا می‌کند. دانستن جنسیت اسامی از این نظر مهم است که این موضوع بر روی صفت‌ها، ضمایر و حالت گذشته افعال تأثیر می‌گذارد. می‌توان گفت ساختن حتی یک عبارت ساده هم در زبان روسی بدون دانستن جنسیت اسامی غیرممکن است.
در زبان روسی هر اسم می‌تواند یکی از سه جنسیت زیر را داشته باشد:
- مذکر
- مؤنث
- خنثی

جنسیت اسامی در روسی از پاره‌ای قواعد تبعیت می‌کند. این قواعد در بیشتر موارد (اما نه همیشه) صادق هستند. اگر اسم به حیوان یا انسان اشاره کند، اسامی اشاره‌کننده به فرد یا حیوان مذکر، از نظر گرامری هم مذکر خواهد بود و برای مؤنث‌ها برعکس. اسامی خنثی هم به اشیا یا مفاهیم انتزاعی اشاره می‌کنند. تنها دسته کوچکی از جانداران از نظر گرامری اسم خنثی دارند.
البته تعداد زیادی از اشیاء و اسامی غیر زنده هم مذکر یا مؤنث هستند. جنسیت این اسامی از قاعده‌ای تبعیت نمی‌کند و رابطه‌ای با معنای آن‌ها ندارد. طبقه‌بندی اسامی غیر زنده به مذکر و مؤنث از طریق حروف آخر آن‌ها قابل شناسایی است. در واقع جنسیت بیشتر اسامی در زبان روسی را می‌توان از طریق آخرین حروف شناسایی کرد. تعدادی قواعد ساده برای شناسایی جنسیت اسامی وجود دارد. این قواعد برای نوآموزان کافی خواهد بود البته به یاد داشته باشید که از این طریق نمی‌توان جنسیت تمام اسامی روسی را شناسایی کرد.

### حالت‌ها
زبان روسی هم مانند بیشتر زبان‌های اسلاوی حالت محور است. این یعنی در این زبان به جای جایگاه اسم، حالت یا پادژ (Падеж) آن نقش اسم در جمله را مشخص می‌کند. زبان روسی دارای شش حالت متفاوت برای اسامی است:
- فاعلی (Nominative): حالت فاعلی به فاعل جمله اشاره می‌کند. فاعل به معنای واژه‌ای است که فعلی را در جمله انجام می‌دهد. به مثال زیر توجه کنید:

Студент говорит (دانش آموز صحبت می‌کند)
Студент может (دانش آموز می‌تواند)
در جملات بالا دانش آموز فاعل جمله به حساب می‌آید.
- مفعولی مستقیم (Accusative): حالت مفعولی مستقیم به مفعول مستقیم جمله اشاره می‌کند و در مقابل حالت مفعولی غیر مستقیم قرار می‌گیرد. به مثال زیر توجه کنید:

Студент читает книгу (دانش آموز کتاب می‌خواند)
در این جمله کتاب مفعول مستقیم جمله است. برای درک بهتر مفعول مستقیم بهتر است مفعول غیر مستقیم را هم بشناسید.
- مفعولی غیر مستقیم (Dative): حالت مفعولی غیر مستقیم به مفعول غیر مستقیم در جمله اشاره می‌کند. به مثال زیر توجه کنید:

Студент пишет письмо сестре (دانش آموز نامه‌ای به خواهر می‌نویسد)
در این جمله ما دو مفعول داریم: نامه و خواهر. نامه مفعول مستقیم جمله و خواهر مفعول غیر مستقیم جمله خواهد بود. البته یک جمله می‌تواند تنها دارای یک مفعول غیر مستقیم هم باشد. در رابطه با روش شناسایی مفعول مستقیم و غیر مستقیم بعداً بیشتر صحبت خواهیم کرد.
- مالکی (Genitive): حالت مالکی به مالکیت چیزی توسط دیگری اشاره می‌کند. به مثال زیر توجه کنید:

Работа студента очень интересна. (کار دانش آموز بسیار جالب است)
در جمله بالا کار متعلق به دانش آموز است پس واژه کار در حالت مالکی قرار خواهد گرفت.
- ابزاری (Instrumental): حالت ابزاری به ابزاری اشاره می‌کند در جمله کاری توسط آن انجام شده. به مثال زیر توجه کنید:

Студент пишет ручкой (دانش آموز با یک خودکار می‌نویسد)
در جمله بالا خودکار در حالت ابزاریست چراکه از آن به عنوان یک ابزار استفاده شده.
- حرف اضافه (Prepositional): حالت حرف اضافه معمولاً به مکانی اشاره می‌کند که اتفاق در آن رخ داده. به مثال زیر توجه کنید:

Студент живёт в Москве (دانش آموز در مسکو زندگی می‌کند)
در جمله بالا واژه مسکو (Москве) به همراه حرف اضافه в مجموعاً حالت حرف اضافه را ایجاد می‌کنند.

### فعل بودن در زبان روسی
هر چند ممکن است عجیب بنظر برسد، ولی روس زبانان برای زمان حال از فعل بودن استفاده نمی‌کنند؛ مثلاً به جای: «من دانش‌آموز هستم» می‌گویند: «من دانش‌آموز» =Я студент.

### ترس
در زبان روسی، محل به‌کارگیری ترس از اهمیت زیادی برخوردار است. به عنوان مثال استرس «я плачу» روی بخش دوم قرار دارد و در صورت رعایت این نکته معنای «من در حال پرداخت هستم» می‌دهد. حالا اگر ترس همین کلمه روی بخش اول باشد، معنای آن به «من گریه می‌کنم» تغییر می‌یابد.

## نوشتار

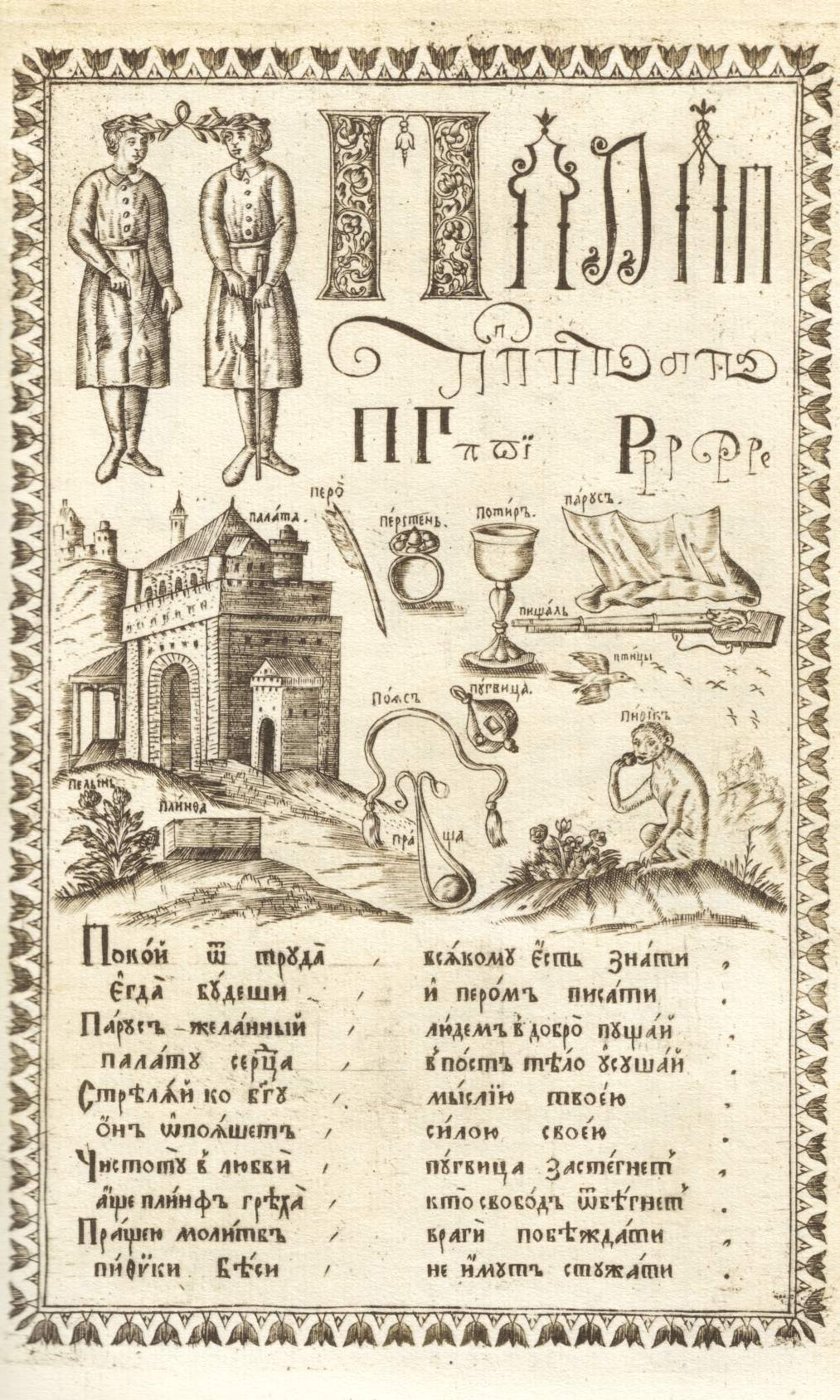
صفحه‌ای از کتاب آموزش الفبای روسی چاپ مسکو در سال ۱۶۹۴

روسی با استفاده از خط سیریلیک نوشته می‌شود. الفبای روسی دارای ۳۳ حرف است. جدول زیر حروف الفبای روسی را نشان می‌دهد.
| А /a/ | Б /b/  | В /v/  | Г /ɡ/ | Д /d/  | Е /je/ | Ё /jo/ | Ж /ʐ/ | З /z/ | И /i/  | Й /j/  |
| К /k/ | Л /l/  | М /m/  | Н /n/ | О /o/  | П /p/  | Р /r/  | С /s/ | Т /t/ | У /u/  | Ф /f/  |
| Х /x/ | Ц /ts/ | Ч /tɕ/ | Ш /ʂ/ | Щ /ɕ:/ | Ъ /-/  | Ы /ɨ/  | Ь /ʲ/ | Э /e/ | Ю /ju/ | Я /ja/ |

بر قوانین نوشتاری کنونی اصلاحات عمده‌ای در سال‌های ۱۹۱۸ و ۱۹۵۶ اعمال شده‌است. یک به‌روزرسانی در اواخر دهه ۱۹۹۰ نیز پیشنهاد شد که با پذیرش عمومی همراه نبود و رسماً نیز پذیرفته نشد. نشانه‌گذاری‌های روسی در اصل بر پایه یونانی میانه بودند که در سده‌های ۱۷ و ۱۸ بر پایه مدل‌های آلمانی و فرانسوی اصلاح شدند.